# Бруколи
Бруколи је насеље у Италији у округу Сиракуза, региону Сицилија.
Према процени из 2011. у насељу је живело 1098 становника. Насеље се налази на надморској висини од 26 м.